# Maschane fragilis
Maschane fragilis är en fjärilsart som beskrevs av William Schaus 1906. Maschane fragilis ingår i släktet Maschane och familjen tandspinnare. Inga underarter finns listade i Catalogue of Life.